# Working test retrieverů finále
Working test retrieverů finále (stručně WT finále) je každoročně konaná soutěž určená pro všechny plemena retrívrů pořádaná Retriever Sportem CZ.
Tradičně se koná na konci sezóny jako poslední akce v rámci WT tour. První ročník WT finále se konalo v roce 2005. Vítězi nejvyšší třídy WT finále je propůjčen putovní pohár, na jehož podstavci jsou umístěny štítky se jmény vítězů jednotlivých ročníků. V prvních ročnících byl tento pohár udělován pouze soutěžícím z ČR.
Soutěž je rozdělena do čtyř výkonnostních tříd: E (puppy), L (novice), M (intermediate) a S (open). V roce 2014 byla zařazena prvně i třída V (veteran), která startuje soubežně s třídou M.
Od roku 2018 je oceněn putovním pohárem opět jen nejlepší pes/fena registrovaným v České republice.

## Přehled vítězů jednotlivých ročníků
| Pořadí | Rok  | Třída | Vůdce                   | Pes                                      | Plemeno | Počet úloh | Body | Prošlo  | Pozn.   |
| ------ | ---- | ----- | ----------------------- | ---------------------------------------- | ------- | ---------- | ---- | ------- | ------- |
| I.     | 2005 | E     | Tomáš Nováček (1)       | Zita Libošovská blata (1)                | LR      | 10         | 86   | 8 z 13  | [ p 1 ] |
| II.    | 2006 | E     | Marcela Butková         | Joan Hanny z Bohyne lovu                 | LR      | 5          | 85   | 8 z 9   |         |
| II.    | 2006 | L     | Eva Dragolovová (1)     | Kassie z Muchovy Boudy (1)               | LR      | 5          | 86   | 4 z 5   |         |
| II.    | 2006 | M     | Vanesa König            | Alea von der Königsburg                  | LR      | 5          | 88   | 2 z 4   | [ p 2 ] |
| III.   | 2007 | E     | Petr Bubeník            | Icke Regent Plus                         | LR      | 6          | 110  | 7 z 11  |         |
| III.   | 2007 | L     | Wolfgang Diglas         | Jury vom Goldberg                        | GR      | 5          | 89   | 5 z 10  |         |
| III.   | 2007 | M     | Gerhard Eppelein        | Asta Jessy von Helping Hounds            | FCR     | 4          | 64   | 2 z 7   |         |
| III.   | 2007 | S     | Bohumil Kovář † (1)     | Fair Regent Plus (1)                     | LR      | 5          | 85   | 3 z 4   |         |
| IV.    | 2008 | E     | Manfred Bluska          | Golden Mountain Spring's O'Dudley        | GR      | 5          | 78   | 12 z 14 |         |
| IV.    | 2008 | L     | Roman Körner            | Crazy Santana Golden                     | GR      | 4          | 73   | 10 z 11 |         |
| IV.    | 2008 | M     | Petr Bubeník (1)        | Icke Regent Plus (1)                     | LR      | 4          | 59   | 3 z 5   |         |
| V.     | 2009 | E     | Dana Pešková †          | Emma Jess Bellanous Bohemia              | GR      | 5          | 95   | 2 z 6   |         |
| V.     | 2009 | L     | Pavla Koukolová         | Glenbriar Fergus                         | LR      | 4          | 79   | 15 z 19 |         |
| V.     | 2009 | M     | Marcela Butková         | Joan Hanny z Bohyne lovu                 | LR      | 6          | 108  | 5 z 11  | [ p 3 ] |
| V.     | 2009 | S     | Martin Incédi (1)       | Blackthorn Biham ‡ (1)                   | LR      | 4          | 118  | 3 z 4   | [ p 4 ] |
| VI.    | 2010 | E     | Soňa Nováková           | Birchfen Brent                           | LR      | 4          | 72   | 2 z 4   | [ p 5 ] |
| VI.    | 2010 | L     | Petr Bubeník            | Blackthorn Gandalf                       | LR      | 5          | 91   | 5 z 13  |         |
| VI.    | 2010 | M     | Táňa Hašová             | Blackthorn Giansar                       | LR      | 6          | 112  | 5 z 7   |         |
| VI.    | 2010 | S     | Martin Incédi (2)       | Blackthorn Biham (2)                     | LR      | 6          | 114  | 3 z 4   |         |
| VII.   | 2011 | E     | Zita Červenková         | Flying Flap Ears Frederike               | LR      | 4          | 78   | 5 z 7   |         |
| VII.   | 2011 | L     | Miroslav Krejčí         | Blackthorn Izar                          | LR      | 4          | 75   | 11 z 18 |         |
| VII.   | 2011 | M     | Jaroslava Bubeníková    | Blackthorn Dubhe                         | LR      | 4          | 66   | 4 z 9   |         |
| VII.   | 2011 | S     | Martin Incédi (3)       | Blackthorn Biham ‡ (3)                   | LR      | 4          | 70   | 4 z 7   |         |
| VIII.  | 2012 | E     | Jan Vrána               | Flamboyant Starlight Oasis of Peace      | FCR     | 4          | 77   | 11 z 15 |         |
| VIII.  | 2012 | L     | Miloš Fabiánek          | Dasha Aschinta Libami                    | CBR     | 4          | 71   | 3 z 9   |         |
| VIII.  | 2012 | M     | David Borgesen          | Drake's Bay Harley                       | LR      | 4          | 71   | 4 z 5   |         |
| VIII.  | 2012 | S     | Martin Incédi (4)       | Blackthorn Biham (4)                     | LR      | 4          | 77   | 4 z 4   |         |
| IX.    | 2013 | E     | Štěpán Tutter           | Jolanka z Ročkova                        | LR      | 6          | 82   | 1 z 6   |         |
| IX.    | 2013 | L     | Martin Incédi           | Watergreen Joker                         | LR      | 4          | 65   | 2 z 8   |         |
| IX.    | 2013 | M     | Miroslav Krejčí         | Blackthorn Izar ‡                        | LR      | 4          | 69   | 4 z 12  |         |
| IX.    | 2013 | S     | Martin Incédi (5)       | Blackthorn Biham (5)                     | LR      | 4          | 64   | 3 z 7   | [ p 6 ] |
| X.     | 2014 | E     | Martina Jirásková       | Happy Cherry Jelly Rusty Love            | GR      | 5          | 90   | 7 z 12  |         |
| X.     | 2014 | L     | Michal Petrlík          | Be Harley Arlet Star                     | LR      | 5          | 95   | 7 z 15  |         |
| X.     | 2014 | M     | Anna Lepka              | Deep Glenn Eddi                          | LR      | 5          | 90   | 4 z 8   |         |
| X.     | 2014 | V     | Eva Píchová †           | Dorris Aurea Rosa                        | GR      | 5          | 54   | 4 z 4   |         |
| X.     | 2014 | S     | Pieter Vivijs (1)       | Danestone Tweed (1)                      | LR      | 5          | 95   | 10 z 12 |         |
| XI.    | 2015 | E     | Markéta Petrlíková †    | Amasha Jane La Mimadite                  | LR      | 4          | 74   | 8 z 16  |         |
| XI.    | 2015 | L     | Jindra Hermannová       | Be Naya Arlet Star                       | LR      | 4          | 76   | 7 z 16  |         |
| XI.    | 2015 | M     | Martin Incédi †         | Arapaho Shelf Lavondyss                  | LR      | 4          | 69   | 7 z 14  |         |
| XI.    | 2015 | S     | Zita Červenková (1)     | Flying Flap Ears Frederike (1)           | LR      | 4          | 72   | 7 z 9   |         |
| XII.   | 2016 | E     | Grzegorz Duda           | Beowulf Dark Lavondyss                   | LR      | 5          | 97   | 7 z 10  |         |
| XII.   | 2016 | L     | Marcela Butková         | Cool Polly Arlet Star                    | LR      | 5          | 99   | 9 z 12  |         |
| XII.   | 2016 | M     | Elżbieta Okoń           | Arapaho Amadorado Lavondyss              | LR      | 5          | 89   | 4 z 6   |         |
| XII.   | 2016 | V     | Petr Bubeník            | Blackthorn Dubhe                         | LR      | 5          | 87   | 2 z 2   |         |
| XII.   | 2016 | S     | Lenka Liptáková (1)     | Blackthorn Menkib (1)                    | LR      | 5          | 85   | 4 z 8   |         |
| XIII.  | 2017 | E     | Petra Kotíková          | Renie Amyflatt Of Black Brianta          | FCR     | 4          | 74   | 6 z 12  |         |
| XIII.  | 2017 | L     | Petr Valenta            | Cougar Dark Lavondyss                    | LR      | 4          | 70   | 6 z 6   |         |
| XIII.  | 2017 | M     | Annkathrin Just         | Greenbriar Victoria                      | LR      | 4          | 63   | 2 z 3   |         |
| XIII.  | 2017 | S     | Miroslav Krejčí (1)     | Blackthorn Izar ‡ (1)                    | LR      | 4          | 68   | 2 z 5   |         |
| XIV.   | 2018 | E     | Karin Morsink           | Jersey Girls Reed                        | LR      | 4          | 80   | 9 z 11  |         |
| XIV.   | 2018 | L     | Jaroslava Fišerová      | Neverland's Wendy Hunter's Moonlight     | NSR     | 4          | 75   | 7 z 11  |         |
| XIV.   | 2018 | M     | Nicole Feibel           | Blackthorn Timba                         | LR      | 5          | 97   | 7 z 12  |         |
| XIV.   | 2018 | S     | Romana Chobotská (1)    | Paartal Pioneer's Indiana (1)            | FCR     | 4          | 73   | 5 z 7   |         |
| XV.    | 2019 | E     | Jaroslav Čapek          | Aerlig Ingeborg Sannur Rydgadur          | LR      | 4          | 79   | 18 z 20 |         |
| XV.    | 2019 | L     | Brigitte Schigl         | Golden Mountain Spring's Pacific         | GR      | 4          | 73   | 12 z 17 |         |
| XV.    | 2019 | M     | Jana Šimková            | Aria Eden Loci ‡                         | LR      | 4          | 74   | 9 z 11  |         |
| XV.    | 2019 | S     | Romana Chobotská (2)    | Paartal Pioneer's Indiana (2)            | FCR     | 4          | 74   | 7 z 7   |         |
| XVI.   | 2020 | E     | Romana Chobotská        | Paartal Pioneer's Montaro                | FCR     | 4          | 76   | 9 z 18  |         |
| XVI.   | 2020 | L     | Andrea Šimoníková       | Angelic Wink of Beskyd Hill              | FCR     | 5          | 88   | 2 z 9   |         |
| XVI.   | 2020 | M     | Kerstin Miehe           | Muschelsucher Deep Sea                   | LR      | 4          | 61   | 3 z 5   | [ p 7 ] |
| XVI.   | 2020 | M     | Jaroslava Fišerová (1)  | Neverland's Wendy Hunter's Moonlight (1) | NSR     | 4          | 59   | 3 z 5   | [ p 7 ] |
| XVI.   | 2020 | S     | Bernadette Dierks-Meyer | Crazylake Afrika ‡                       | LR      | 6          | 112  | 5 z 8   |         |
| XVII.  | 2021 | E     | Michalina Stonoga       | Be Flatty Seven Wishes                   | FCR     | 6          | 112  | 9 z 15  |         |
| XVII.  | 2021 | L     | Nicole Feibel           | Blackthorn Hunting Hilde                 | LR      | 6          | 115  | 8 z 18  | [ p 8 ] |
| XVII.  | 2021 | L     | Petra Raabová           | Happy Rouzi Targaryen Fire               | NSR     | 5          | 92   | 6 z 10  | [ p 8 ] |
| XVII.  | 2021 | M     | Tanja Gewies †          | TreasureYarden's Chili                   | LR      | 6          | 110  | 8 z 12  |         |
| XVII.  | 2021 | S     | Irena Wrobelová (1)     | Arapaho Tessa Lavondyss (1)              | LR      | 6          | 118  | 10 z 11 |         |
| XVIII. | 2022 | E     | Kateřina Borovičková    | Angie od Strnadské obory                 | FCR     | 5          | 95   | 11 z 11 |         |
| XVIII. | 2022 | L     | Tanja Gewies            | ArdentZeal Blaze                         | LR      | 5          | 95   | 8 z 13  |         |
| XVIII. | 2022 | M     | Kryzstof Gostyňski      | Gitano Zorbas z Borowskich Stawów        | LR      | 5          | 94   | 10 z 15 |         |
| XVIII. | 2022 | V     | Kryzstof Gostyňski      | Zulana Rewa z Borowskich Stawów          | LR      | 5          | 95   | 1 z 2   |         |
| XVIII. | 2022 | S     | Jana Salabová (1)       | El Emilia Arlet Star (1)                 | LR      | 6          | 112  | 10 z 10 |         |

Zdroj: 

‡ vítěz WT Tour ve stejném roce.

† vítěz je vůdce psa a zároveň jeho chovatelem. 
Poznámky
1. ↑  Každá úloha byla maximálně za 10 bodů.[7]
2. ↑  Na poháru je uvedena vítězska třídy L fena Kassie z Muchovy Boudy, protože ve třídě M neuspěl žádný pes s vůdcem z ČR.
3. ↑  v rozstřelu s -  Petr Bubeník (Icke Regent Plus) /  Michaela Tomcová (Woodguarter Gundogs' Alabama)
4. ↑  v rozstřelu s -  Petr Bubeník (Icke Regent Plus)
5. ↑  v rozstřelu s -  Dagmar Šmídová (Angel of Brookbank)
6. ↑  v rozstřelu s -  Dana Slabá (An Ross Arlet Star)
7. ↑  Nejlepším psem/fenou registrovaným v ČR byla fena Neverland's Wendy Hunter's Moonlight vůdkyně Jaroslavy Fišerové, která skončila na druhém místě ve třídě M[8].
8. ↑  Třída L proběhla dvakrát.

## Přehled lokalit a rozhodčích
| Pořadí | Název                                         | Datum                | Lokalita                                     | Rozhodčí                                 | Startujících |
| ------ | --------------------------------------------- | -------------------- | -------------------------------------------- | ---------------------------------------- | ------------ |
| I.     | Finále WT 2005 Kramolín                       | 28. říjen 2005       | Kramolín                                     | Radim Sieber                             | 13           |
| II.    | Mezinárodní mistrovství ČR ve WT – Křivonoska | 7. – 8. říjen 2006   | Hluboká nad Vltavou (Autokempink Křivonoska) | Bohumil Kovář Tomáš Nováček              | 18           |
| III.   | Mezinárodní mistrovství ČR – Štilec           | 15. – 16. září 2007  | Kamenný Újezd (Autokampink Štilec)           | Wolfgang Harrer Athanasios Keller        | 32           |
| IV.    | Mezinárodní mistrovství ČR 2008               | 8. listopad 2008     | Třebíč (Penzion Bažantnice)                  | Terry Bailey Gaynor Bailey               | 30           |
| V.     | Mezinárodní mistrovství ČR 2009               | 17. – 18. říjen 2009 | Milovice                                     | Steve Crookes Anne Crookes               | 40 (3)       |
| VI.    | Mezinárodní mistrovství ČR – Tábor            | 2. – 3. říjen 2010   | Turovec                                      | Linda Partridge Derrick Capel            | 28           |
| VII.   | Mezinárodní mistrovství ČR – Tábor            | 24. – 25. září 2011  | Turovec                                      | Karel van Loo Martin Rytíř               | 41           |
| VIII.  | WT Cup Finále Zahradiště                      | 6. – 7. říjen 2012   | Zahradiště                                   | Csaba Karai Peter Novota                 | 33 (1)       |
| IX.    | WT Finále Tábor                               | 28. – 29. září 2013  | Turovec                                      | Stefano Martinoli Michael O'Connor       | 33 (2)       |
| X.     | WT Finále Milovice                            | 27. – 28. září 2014  | Milovice                                     | Stefaan Bollen Filip Bollen              | 51           |
| XI.    | WT Finále Tábor                               | 26. – 27. září 2015  | Turovec                                      | Rita Kökény Petra Loidl                  | 55           |
| XII.   | WT Finále Havlíčkův Brod                      | 24. – 25. září 2016  | Květnov                                      | Rainer Scesny Karel van Loo              | 38           |
| XIII.  | WT Finále Blevice – Koleč                     | 23. – 24. září 2017  | Týnec                                        | John Juel Pedersen                       | 26           |
| XIV.   | WT Finále Milovice                            | 22. – 23. září 2018  | Milovice                                     | William Rostron Sara Chichester          | 41 (3)       |
| XV.    | WT Finále Milovice                            | 14. – 15. září 2019  | Milovice                                     | Glyn Coupar Paul Hasney                  | 55           |
| XVI.   | WT Roudnice nad Labem                         | 12. – 13. září 2020  | Bechlín                                      | Peter Novota Mario Hickethier            | 40           |
| XVII.  | WT Finále 2021                                | 25. – 26. září 2021  | Milovice                                     | Bobby Robertson Péter Yandó Peter Novota | 66 (1)       |
| XVIII. | WT Finále 2022                                | 17. – 18. září 2022  | Milovice                                     | Glyn Coupar Paul Hasney Peter Novota     | 51           |

* Startujících – počet startující (plus počet startujících mimo soutěž).
1. ↑  WT finále Nová Včelnice bylo zrušeno kvůli pandemii covidu-19[8][14][15][16]. Poslední uskutečněné soutěže v roce 2020 byla WT Roudnice nad Labem[14].